# Laura Broekstra
Laura Broekstra (* 3. Januar 1997 in Nordhorn) ist eine deutsche Volleyballspielerin.

## Karriere
Broekstra begann ihre Karriere 2013 beim SCU Emlichheim. Mit dem Verein spielte sie bis 2021 in der Zweiten Liga Nord, unterbrochen von einem Studienjahr in den USA 2016/17 und einer weiteren Pause 2018/19. In der Saison 2021/22 war die Mittelblockerin bei Bayer 04 Leverkusen ebenfalls in der Zweiten Liga aktiv. 2022 wechselte sie zum Erstligisten VC Neuwied 77. Von Januar 2023 bis Saisonende wurde sie vom SSC Palmberg Schwerin ausgeliehen. Als Neuwied sich nach der Hauptrunde 2023/24 aus der ersten Liga zurückziehen musste, ging Broekstra für den Rest der Saison zum italienischen Zweitligisten Volley Macerata. In der Saison 2024/25 spielte sie in der Schweiz für Volleyball Franches-Montagnes. 2025 wurde Broekstra vom Bundesligisten 1. VC Wiesbaden verpflichtet.